# DDR-Eishockeymeisterschaft 1950
Die DDR-Eishockeymeisterschaft 1950 wurde vom 1. bis 4. März 1950 im Rahmen der 1. Wintersportmeisterschaft in Schierke ausgetragen. Teilnahmeberechtigt waren die Landesmeister. Da in Brandenburg und Mecklenburg keine Meisterschaften ausgetragen wurden, bekamen der Zweit- und Drittplatzierte der sächsischen Meisterschaften (BSG Kristall Weißwasser bzw. BSG Textil Crimmitschau) die beiden freigewordenen Startplätze zugesprochen. Die Meisterschaften waren zunächst für den 9. bis 12. Februar geplant. Sie wurden wetterbedingt verschoben.

## Meistermannschaft
| SG Frankenhausen | Tor: Rudi Pätzold, Rudolf Schädel Abwehr: Gerhard Kießling, Rudolf Schmieder, Max Schmidt, Roland Fechner, Ernst Mälzer Sturm: Herbert Hönig, Alfred Unterdörfel, Werner Schmiedel, Herbert Stahlmann, Siegfried Speck, Heinz Heinicke, Hans-Joachim Rudert |

## Wintersportmeisterschaft

### Vorrunde
In der Vorrunde wurden in Ausscheidungsspielen die Mannschaften ermittelt, die an der Finalrunde teilnehmen durften. Die Verlierer traten um die verbleibenden Plätze an.
Die drei Ausscheidungsrunden sollten am 1., 2. und 3. März stattfinden, das Finale am 4. März 1950.
| 1. März 1950 | SG Frankenhausen (LM Sachsen) | 15:8 n. V. (5:0, 1:5, 2:2, 8:1) Spielbericht | BSG KWU Erfurt (LM Thüringen) | Schierke Zuschauer: 4000 |

| 2. März 1950 | BSG Kristall Weißwasser (2. LM Sachsen) | 7:3 (0:0, 5:1, 2:2) Spielbericht | BSG Textil Crimmitschau (3. LM Sachsen) | Schierke |

| 2. März 1950 | BSG Empor Berlin (LM Ost-Berlin) | 17:1 (5:0, 5:0, 7:1) Spielbericht | SG Schierke (LM Sachsen-Anhalt) | Schierke |

### Finalrunde
Spiele
| 3. März 1950 | BSG Empor Berlin | 5:4 Spielbericht | BSG Kristall Weißwasser | Schierke |

| 3. März 1950 | SG Frankenhausen | 7:4 Spielbericht | BSG Kristall Weißwasser | Schierke Zuschauer: 10.000 |

| 4. März 1950 | SG Frankenhausen Gerhard Kießling ? Alfred Unterdörfel (52.) Werner Schmiedel | 4:1 (0:1, 2:0, 2:0) Spielbericht | BSG Empor Berlin Werner Heyer | Schierke |

Abschlusstabelle
| Pl. | Verein                      | Sp. | S | U | N | Tore  | Punkte |
| 1.  | SG Frankenhausen (M)        | 2   | 2 | – | – | 11:05 | 04:0   |
| 2.  | BSG Empor Berlin (N)        | 2   | 1 | – | 1 | 06:08 | 02:02  |
| 3.  | BSG Kristall Weißwasser (N) | 2   | – | – | 2 | 08:12 | 00:04  |

| (M) | Titelverteidiger |
| (N) | Neuling          |

### Runde um Platz 4 bis 6
| 4. März 1950 | BSG Textil Crimmitschau | 9:4 | BSG KWU Erfurt | Schierke |

| 4. März 1950 | BSG Textil Crimmitschau | 11:1 | SG Schierke | Schierke |

| Spiel abgesagt1 | SG Schierke | -:- | BSG KWU Erfurt | Schierke |

| Pl. | Verein                      | Sp. | S | U | N | Tore  | Punkte |
| 4.  | BSG Textil Crimmitschau (N) | 2   | 2 | – | – | 20:05 | 04:0   |
| 5.  | BSG KWU Erfurt (N)          | 1   | – | – | 1 | 04:09 | 00:02  |
| 6.  | SG Schierke                 | 1   | – | – | 1 | 01:11 | 00:02  |

| (N) | Neuling |

## Qualifikationsturnier zur Liga 1951
Zur Saison 1951 wurde mit der Liga die Gründung einer Spielklasse mit sechs Mannschaften beschlossen. Neben den fünf Erstplatzierten der diesjährigen Meisterschaft sollte der Platz des Letzten, der SG Schierke, an den Sieger eines Qualifikationsturniers vergeben werden. Damit die Liga erneut einen Vertreter aus Sachsen-Anhalt in ihren Reihen hat, wurde das Ausscheidungsturnier mit SG Schierke, BSG MAS Granschütz und BSG KWU Halle ausschließlich mit Teams aus diesem Land besetzt. Als neuerlicher Landesmeister Sachsen-Anhalts erhob die SG Schierke das Anrecht auf den sechsten Startplatz und blieb der Qualifikation aus Protest fern. Das letztlich einzige Spiel dieses Turniers gewann Granschütz gegen Halle mit 9:6 nach zweimaliger Verlängerung. Schließlich nahmen weder ein Team aus der Qualifikation noch die fünftplatzierte BSG KWU Erfurt an der Liga im kommenden Jahr teil.